# Pensée à somme nulle
La pensée à somme nulle perçoit les situations comme des jeux à somme nulle, où le gain d'une personne serait la perte d'une autre,,. 

Le terme est dérivé de la théorie des jeux. Cependant, contrairement au concept de la théorie des jeux, la pensée à somme nulle se réfère à une construction psychologique - l'interprétation subjective d'une situation par une personne. La pensée à somme nulle est capturée par le dicton « ton gain est ma perte » (ou inversement, « ta perte est mon gain »). Rozycka-Tran et al. (2015) ont défini la pensée à somme nulle comme : 
 « Un système de croyances sur la nature antagoniste des relations sociales, partagé par les gens dans une société ou une culture et basé sur l'hypothèse implicite qu'une quantité finie de biens existe dans le monde, dans laquelle la victoire d'une personne fait des autres les perdants et vice-versa inversement, une conviction [...] relativement permanente et générale que les relations sociales sont comme un jeu à somme nulle. Les gens qui partagent cette conviction croient que le succès, en particulier le succès économique, n'est possible qu'au prix des échecs des autres. » 
Le biais de la somme nulle est un biais cognitif associé à la pensée à somme nulle ; c'est la tendance des gens à juger intuitivement qu'une situation est à somme nulle, même si ce n'est pas le cas. Ce biais favorise les erreurs à somme nulle, les fausses croyances selon lesquelles les situations sont à somme nulle. De telles erreurs peuvent entraîner des mauvais jugements et de mauvaises décisions,. En économie, le « sophisme à somme nulle » se réfère généralement au sophisme d’une masse fixe de travail.

## Exemples de pensée à somme nulle
Il existe de nombreux exemples de pensée à somme nulle, dont certains sont fallacieux. 
1. Lorsque les jurés supposent que toute preuve compatible avec plus d'une théorie n'apporte aucun soutien à une théorie, même si la preuve est incompatible avec certaines possibilités ou si les théories ne s'excluent pas mutuellement[5].
2. Dans une négociation lorsqu'un négociateur pense qu'il ne peut gagner qu'aux dépens de l'autre partie (c'est-à-dire qu'un gain mutuel n'est pas possible)[7].
3. Dans le contexte de la concurrence des groupes sociaux, la conviction que davantage de ressources pour un groupe (par exemple, les immigrants) signifie moins pour les autres (par exemple, les non-immigrants)[8].
4. Dans le contexte des relations amoureuses, l'idée qu'aimer plus d'une personne à la fois signifie aimer moins chacune d’entre elles[9].
5. L'idée qu'avoir des compétences plus diversifiées signifie avoir moins d'aptitudes pour des compétences individuelles (aussi appelé raisonnement compensatoire)[10].
6. Dans le débat sur la violation du droit d'auteur, l'idée que toute copie non autorisée est une vente perdue[11],[12],[13].
7. L'appartenance à un groupe est parfois perçue comme une situation à somme nulle, de sorte qu'une adhésion plus forte à un groupe est considérée comme une adhésion plus faible à un autre[14].

## Causes de la pensée à somme nulle
Il n'y a aucune indication qui suggère que la pensée à somme nulle est une caractéristique durable de la psychologie humaine. Les situations de théorie des jeux s'appliquent rarement aux cas de comportement individuel. Cela est démontré par la réponse ordinaire au dilemme du prisonnier.   

### Causes ultimes
En termes de causalité ultime, la pensée à somme nulle pourrait être un héritage de l'évolution humaine. Plus précisément, cela pourrait être compris comme une adaptation psychologique qui a facilité la compétition réussie des ressources dans l'environnement des humains ancestraux où les ressources comme les partenaires, le statut et la nourriture étaient perpétuellement rares,,. Par exemple, Rubin suggère que le rythme de la croissance technologique a été si lent pendant la période au cours de laquelle les humains modernes ont évolué qu'aucun individu n'aurait observé de croissance au cours de leur vie : « Chaque personne vivrait et mourrait dans un monde de technologie et de revenus constants. Ainsi, rien n'incitait à développer un mécanisme de compréhension ou de planification de la croissance » (p. 162). Rubin signale également des cas où la compréhension des économistes et du grand public sur les situations économiques divergent, comme le sophisme d’une masse de travail fixe. De ce point de vue, la pensée à somme nulle pourrait être comprise comme la vision par défaut des humains de l’allocation de ressources, qui doit être corrigée par une éducation en économie. 

### Causes immédiates
La pensée à somme nulle peut également être comprise en termes de causalité immédiate, qui se réfère à l'histoire de développement des individus au cours de leur propre vie. Les causes immédiates de la pensée à somme nulle comprennent les expériences que les individus ont avec les allocations de ressources, ainsi que leurs croyances sur des situations spécifiques, ou leurs croyances sur le monde en général.

#### Environnements pauvres en ressources
L'une des causes immédiates de la pensée à somme nulle est l'expérience que les individus ont avec des ressources rares ou des interactions à somme nulle dans leur environnement de développement. En 1965, George M. Foster a fait valoir que les membres des sociétés «paysannes» ont une vision des ressources comme étant limitées, qui, selon lui, a été acquise grâce à des expériences dans une société qui était essentiellement à somme nulle. 
 « Le modèle d'orientation cognitive qui me semble le plus à même de rendre compte du comportement paysan est l'Image du Bien Limité. Par Image d'un bien limité, je veux dire que de vastes domaines du comportement paysan sont structurés de manière à suggérer que les paysans considèrent leurs univers sociaux, économiques et naturels - leur environnement total - comme un univers dans lequel toutes les choses souhaitées dans la vie tels que la terre, la richesse, la santé, l'amitié et l'amour, la virilité et l'honneur, le respect et le statut, le pouvoir et l'influence, la sécurité et la sûreté, existent en quantité limitée et sont toujours rares, en ce qui concerne le paysan. Non seulement ces bonnes choses et toutes les autres bonnes choses existent en quantités limitées et limitées, mais en plus il n'y a aucun moyen, directement à la portée des paysans, d'augmenter les quantités disponibles [...] Lorsque le paysan considère son monde économique comme celui où le bien limité règne et qu'il ne peut progresser qu'au détriment d'un autre, il est généralement très proche de la vérité. » (p. 67-68) 
Plus récemment, Rozycka-Tran et al. (2015) ont mené une étude interculturelle qui a comparé les réponses d'individus dans 37 pays sur une échelle de croyances à somme nulle. Cette échelle a demandé aux individus de faire part de leur accord avec les déclarations mesurant la pensée à somme nulle. Par exemple, un élément de l'échelle a déclaré que « les succès de certaines personnes sont généralement des échecs d'autres ». Rozycka-Tran et al. ont constaté que les individus dans les pays à faible produit intérieur brut affichaient en moyenne des croyances à somme nulle plus fortes, ce qui suggère que « la croyance au jeu à somme nulle semble naître dans les pays à faible revenu, où les ressources sont rares » (p. 539). De même, Rozycka-Tran et al. ont constaté que les individus ayant un statut socioéconomique inférieur affichaient des croyances à somme nulle plus fortes. 

#### Croyances sur la rareté des ressources
La croyance selon laquelle une ressource est rare ou limitée est liée aux expériences avec des environnements où les ressources sont rares. Par exemple, le sophisme d’une masse de travail fixe réfère à la croyance que dans l'économie il y a une quantité fixe de travail à faire, et donc la répartition des emplois est à somme nulle. De même, on croit que le montant de la richesse dans l'économie est fixe, et donc lorsque certains individus deviennent plus riches, c'est au détriment des autres (car il est supposé qu'il n'y a pas de croissance dans le gâteau). Bien que la conviction qu'une ressource soit rare puisse se développer à travers des expériences de rareté des ressources, ce n'est pas nécessairement le cas. Par exemple, des individus pourraient en venir à croire que la richesse est finie parce que c'est une affirmation qui a été répétée par des politiciens ou des journalistes.

#### Croyances relatives au droit aux ressources
Une autre cause immédiate de la pensée à somme nulle est la croyance qu’un individu (ou son groupe) a droit à une certaine part d'une ressource,. Un cas extrême est la croyance que l'on a droit à toute une ressource qui existe, ce qui implique que tout gain par un autre est sa propre perte. Moins extrême est la croyance qu'un individu (ou son groupe) est supérieur et a donc droit à plus que les autres.    
On a également constaté que les personnes qui pratiquent la monogamie considéraient l'amour dans des relations consensuelles non monogames comme une somme nulle, et il a été suggéré que cela pourrait être dû au fait qu'elles considéraient que les personnes dans les relations amoureuses avaient droit à l'amour de leur partenaire.

## Effets de la pensée à somme nulle
Lorsque les individus pensent qu'une situation est à somme nulle, ils seront plus susceptibles d'agir de manière compétitive (ou moins coopérative) envers les autres, car ils verront les autres comme une menace concurrentielle. 
Lorsque les individus perçoivent qu'il existe une concurrence à somme nulle dans la société pour des ressources comme les emplois, ils sont moins susceptibles d'avoir des attitudes favorables à l'immigration (car les immigrants épuiseraient la ressource). La pensée à somme nulle peut également conduire à certains préjugés sociaux. Lorsque les individus ont des croyances à somme nulle sur l'amour dans les relations amoureuses, ils ont plus de préjugés contre la polygamie. 

## Voir également
- Jeu à somme nulle
- Biais cognitifs
- Théorie des jeux
- Rareté
- Négociation
- Morceau de sophisme du travail